# Cor Bijster
Cornelis "Cor" Bijster (Haarlem, 13 de desembre de 1922 - Amsterdam, 24 d'octubre de 1998) va ser un ciclista neerlandès, que fou professional entre 1948 i 1961. Es dedicà al ciclisme en pista, especialitzant-se en la Velocitat. Com amateur, va guanyar dues medalles al campionats del món de la modalitat.

## Palmarès
- 1942
  -  Campió dels Països Baixos amateur de velocitat
- 1945
  -  Campió dels Països Baixos amateur de velocitat
- 1946
  -  Campió dels Països Baixos amateur de velocitat
- 1947
  -  Campió dels Països Baixos amateur de velocitat